# Moma (noctuídeos)
Moma (Arctiidae) é um gênero de traça pertencente à família Arctiidae.